# Dixie Carter
Dixie Virginia Carter (25. května 1939 McLemoresville –10. dubna 2010 Houston) byla americká divadelní, filmová a televizní herečka. Je známá hlavně díky roli Julie Sugarbaker v sitcomu Designing Women (1986). Proslavila se také účinkováním v řadě broadwayských inscenací.
V roce 1960 debutovala jako profesionální zpěvačka v představení Carousel v Memphisu. O tři roky později se přestěhovala do New Yorku a získala roli v inscenaci Shakespearovy Zimní pohádky. Po sňatku s podnikatele Arthurem Carterem opustila na osm let jeviště, aby se věnovala výchově svých dvou dcer. V 35 letech se k herectví vrátila. Upozornila na sebe například jako Randi King v dramatickém seriálu Family Law. Za roli Glorie Hodge v seriálu Zoufalé manželky byla v roce 2007 nominována na cenu cenu Emmy za vynikající hostující herečku v komediálním seriálu. Kromě televize byla aktivní i na divadelních prknech, včetně vystoupení na Broadwayi.  

## Mládí a studia
Dixie Virginia Carter se narodila 25. května 1939 Esther Virginii a Halbertu Leroy Carterovi v McLemoresville, Tennessee jako prostřední ze tří dětí. Její otec vlastnil několik malých maloobchodů. V dětství, které strávila v Memphisu, snila o tom, že se stane operní zpěvačkou, ale nepovedená operace mandlí v sedmi letech jí tento sen znemožnila. Přesto pravidelně zpívala a studovala klasickou hudbu. Hrála na klavír, trubku a harmoniku. Navštěvovala University of Memphis a Rhodes College a vystudovala také angličtinu na University of Tennessee v Knoxville. V roce 1959 se zúčastnila soutěže Miss Tennessee, kde se umístila na druhém místě. V témže roce vyhrála na univerzitě soutěž krásy Miss Volunteer.

## Profesní život
Carter debutovala v roce 1960 v memphiském představení Carousel, kde si zahrála s Georgem Hearnem, za kterého se o 17 let později provdala. V roce 1963 se přestěhovala do New Yorku a získala roli v inscenaci Shakespearovy Zimní pohádky.

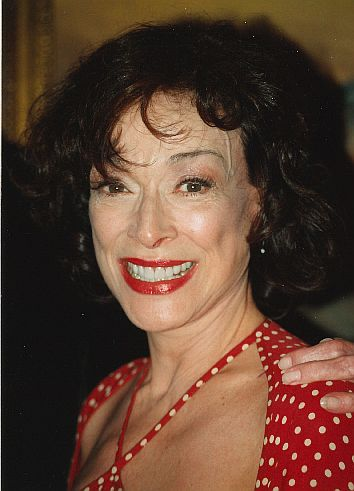
Dixie Carter v roce 2000

V roce 1967 zahájila osmiletou pauzu od herectví, aby se mohla soustředit na výchovu svých dvou dcer. K herectví se vrátila v roce 1974, kdy zaskočila za herečku Nancy Pinkerton na mateřské dovolené v seriálu One Life to Live. Následně ztvárnila v letech 1974–1976 roli asistentky státního návladního Olivie Brandeis „Brandy“ Henderson v telenovele The Edge of Night. Pak se v roce 1977 objevila v několika epizodách další telenovely The Doctors jako společenská dáma Linda Elliott. Z New Yorku se přestěhovala do Los Angeles a věnovala se televizním rolím. V roce 1976 získala cenu Theater World Award za film Jesse and the Bandit Queen.
Průlom v kariéře přišel s rolí Julie Sugarbaker v seriálu Designing Women (1986–1993). Po skončení seriálu se objevila v řadě dalších televizních projektů, včetně seriálů Family Law (1999–2002), Diff'rent Strokes a Desperate Housewives (2006–2007). Za roli Glorie Hodge v Desperate Housewives byla v roce 2007 nominována na cenu Primetime Emmy za vynikající hostující herečku v komediálním seriálu.
V roce 1997 se vrátila na Broadway, kde hrála Marii Callas ve hře Master Class a v roce 2004 paní Meersovou v muzikálu Thoroughly Modern Millie.
Jejím posledním filmem byl snímek That Evening Sun, který natočila s manželem Halem Holbrookem ve východním Tennessee v létě 2008. Film vznikl podle povídky Williama Gaye a měl premiéru na festivalu South By Southwest, kde se ucházel o hlavní cenu poroty v kategorii celovečerních povídkových filmů.

## Osobní život
V roce 1967 se Carterová provdala za vydavatele New York Observer Arthura Cartera. Nebyli nijak příbuzní, šlo jen o shodu jmen. Po narození dcer Mary Dixie (* 1968) a Ginny (* 1970) na osm let opustila herectví a věnovala se výchově dívek a manželových tří dětí. Dcera Ginna Carter je také herečka a Mary Dixie Carter je scenáristka, redaktorka a spisovatelka.

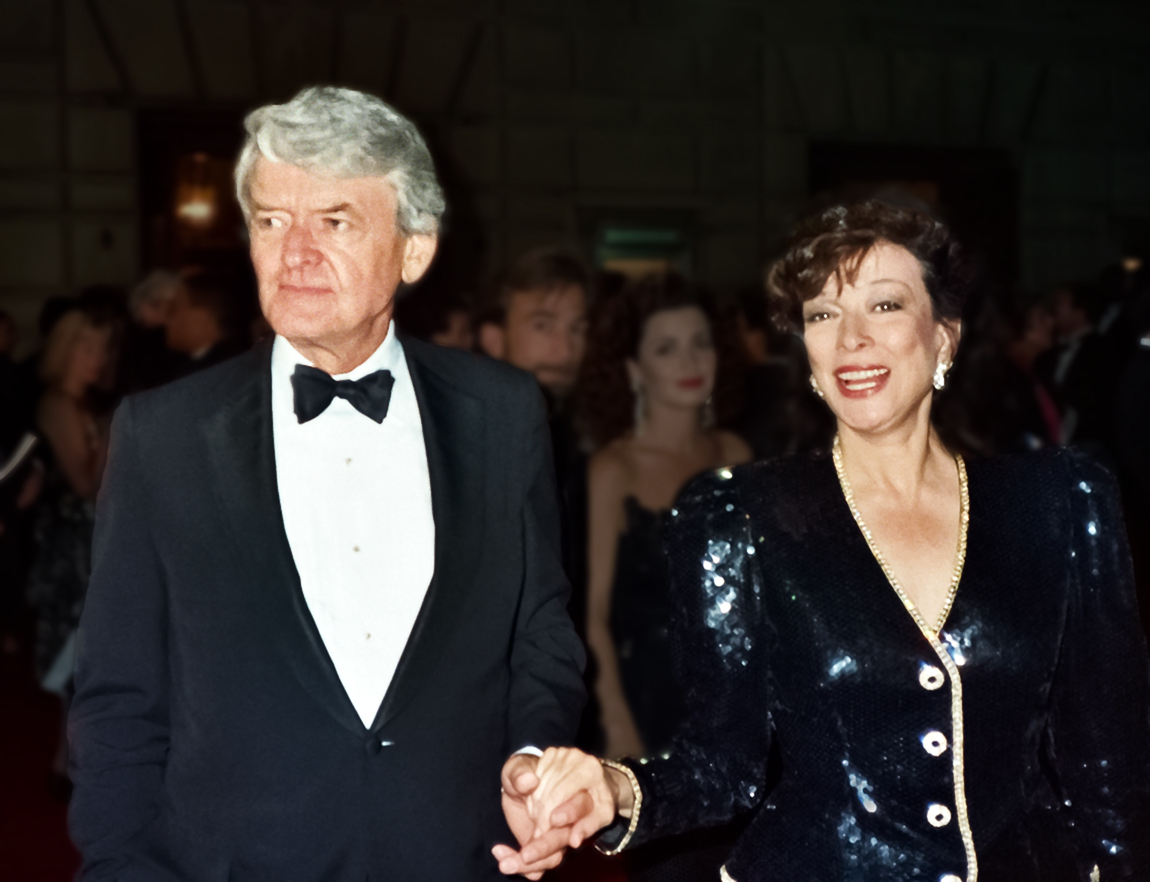
Dixie Carter s manželem Halem Holbrookem v roce 1989

V roce 1977 se s Arthurem Carterem rozvedla a v témže roce se provdala za divadelního a televizního herce George Hearna. O dva roky později se manželství rozpadlo. V roce 1984 se provdala potřetí za o 14 let staršího herce Hala Holbrooka. Zrenovovala starý rodinný dům v McLemoresville a s manželem dělili svůj čas mezi domov v Beverly Hills v Kalifornii a v McLemoresville v Tennessee, kde žil až do své smrti roku 2007, kdy mu bylo 96 let, otec Dixie Carter.
V roce 1996 vydala paměti s názvem Trying to Get to Heaven (Ve snaze dostat se do nebe), v nichž otevřeně hovořila o svém životě s Holbrookem, seriálu Designing Women i o svých plastických operacích.
V roce 2010 jí byla diagnostikována rakovina děložní sliznice, jejížm komplikacím v témže roce podlehla. Zemřela ve věku 70 let 10. dubna 2010 v texaském Houstonu. Byla pohřbena v McLemoresville, Tennessee.

## Odkaz
Na hereččinu počest bylo pojmenováno Dixie Carter Performing Arts and Academic Enrichment Center (centrum scénických umění a akademického rozvoje) v Huntingdonu ve státě Tennessee. Moderní kulturní a vzdělávací centrum slouží jako divadelní scéna, koncertní síň a místo pro akademické i umělecké aktivity. Nachází se zde také muzeum na počest kulturního přínosu Dixie Carter a jejího manžela Hala Holbrooka, který působil jako konzultant architekta a věnoval návrhu a vývoji centra velkou pozornost.

## Filmografie
| Rok       | Film                                                                                                   | Role                           | Poznámka                                                |
| --------- | --- | ------------------------------ | ------------------------------------------------------- |
| 1974      | One Life to Live                                                                                       | Dorian Lord                    |                                                         |
| 1974–1976 | The Edge of Night                                                                                      | D.A. Olivia Brandeis Henderson |                                                         |
| 1977      | Andros zasahuje (The Andros Targets)                                                                   | Rita                           | "The Killing of a Porno Queen"                          |
| 1977      | The Doctors                                                                                            | Dr. Linda Elliott              |                                                         |
| 1977–1978 | On Our Own                                                                                             | April Baxter                   | hlavní role (21 dílů)                                   |
| 1979      | Out of the Blue                                                                                        | Marion Richards                | hlavní role (21 dílů)                                   |
| 1980      | OHMS                                                                                                   | Nora Wing                      | TV film                                                 |
| 1981      | Jak zemřel Randy Webster (The Killing of Randy Webster)                                                | Billie Webster                 | TV film                                                 |
| 1982      | Cassie & Co.                                                                                           | Evelyn Weller                  | "The Golden Silence"                                    |
| 1982      | Bret Maverick                                                                                          | Hallie McCulloch               | "Hallie"                                                |
| 1982      | Best of the West                                                                                       | Mae Markham                    | "The Pretty Prisoner"                                   |
| 1982      | Quincy, M.E.                                                                                           | Dr. Alicia Ranier              | "The Face of Fear"                                      |
| 1982      | The Greatest American Hero                                                                             | Samantha O'Neill               | "Lilacs, Mr. Maxwell"                                   |
| 1982      | Lou Grant                                                                                              | Jessica Lindner                | "Suspect"                                               |
| 1982–1983 | Filthy Rich                                                                                            | Carlotta Beck                  | hlavní role (15 dílů)                                   |
| 1983      | Když chlap zešílí (Going Berserk)                                                                      | Angela                         |                                                         |
| 1984–1985 | Diff'rent Strokes                                                                                      | Maggie McKinney Drummond       |                                                         |
| 1986–1993 | Designing Women                                                                                        | Julia Sugarbaker               | hlavní role (163 dílů)                                  |
| 1987      | Rosie                                                                                                  | Nancy Barker                   | "Valentine of Life"                                     |
| 1994      | Perry Mason: Případ osudného životního stylu (A Perry Mason Mystery: The Case of the Lethal Lifestyle) | Louise Archer                  | TV film                                                 |
| 1994      | Hazardní hráč (Gambler V: Playing for Keeps)                                                           | Lillie Langtry                 | TV film                                                 |
| 1994      | Christy                                                                                                | Julia Huddleston               | "The Sweetest Gift"                                     |
| 1995      | Láska navzdory osudu (Dazzle)                                                                          | Lydie Kilkullen                | TV film                                                 |
| 1995      | Diagnóza vražda (Diagnosis: Murder)                                                                    | D.A. Patricia Purcell          | "Murder in the Courthouse"                              |
| 1996      | Gone in the Night                                                                                      | Ann Dowaliby                   | TV film                                                 |
| 1997      | Fired Up                                                                                               | Rita                           | "Honey, I Shrunk the Turkey", "The Mother of All Gwens" |
| 1999      | My Neighbors the Yamadas                                                                               | žena č. 1 (hlas)               | animovaný film                                          |
| 1999      | Den s velkým D (The Big Day)                                                                           | Carol                          |                                                         |
| 1999–2000 | Ladies Man                                                                                             | Peaches                        |                                                         |
| 1999–2002 | Rodinné právo (Family Law)                                                                             | Randi King                     | hlavní role (68 dílů)                                   |
| 2000      | Život a dobrodružství Santa Clause (The Life & Adventures of Santa Claus)                              | Necile (hlas)                  |                                                         |
| 2003      | The Designing Women Reunion                                                                            | sama sebe                      | TV speciál                                              |
| 2003      | Klid a pohoda (Comfort and Joy)                                                                        | Frederica                      | TV film                                                 |
| 2004      | Zákon a pořádek: Útvar pro zvláštní oběti (Law & Order: Special Victims Unit)                          | Denise Brockmorton             | "Home"                                                  |
| 2005      | Hope & Faith                                                                                           | Joyce Shanowski                | "A Room of One's Own"                                   |
| 2006–2007 | Zoufalé manželky (Desperate Housewives)                                                                | Gloria Hodge                   |                                                         |
| 2008      | Naše první Vánoce (Our First Christmas)                                                                | Evie Baer                      | TV film                                                 |
| 2009      | Večerní slunce (That Evening Sun)                                                                      | Ellen Meecham                  |                                                         |